# 権藤花代
権藤 花代（ごんどう はなよ、1899年（明治32年）4月13日 - 1961年（昭和36年）11月3日）は、唱歌「たなばたさま」作詞者・童謡詩人。本名は権藤はなよ。結婚前は伊藤はなよの旧姓で作品を発表、結婚後はペンネーム権藤はな子を使っていた。2008年頃までは、「権藤花代」という漢字名が使用されていたが、その後は本名の「権藤はなよ」が一般的になっている。実兄の伊藤生更はアララギ派の歌人であり、短歌結社「美知思波」を創立している。

## 経歴
1899年（明治32年）山梨県北巨摩郡穴山村（現・韮崎市穴山町）に、父・伊藤友重（ともじゅう）、母・やよの次女として生まれる。
1919年（大正8年）山梨県師範学校（現・山梨大学）を卒業。母校の穴山尋常小学校に勤務。大正後期から昭和初期にかけては、童謡運動の全盛期であった。数多くの児童雑誌が出版される中、花代の文学への強い思いは上京を決意するに至る。出版社に勤めながら、野口雨情と千葉省三に師事し、『金の星』『童話』などに童謡詩、童話を発表した。
1924年（大正13年）5月、宮崎県延岡出身の声楽家・権藤円立と結婚。野口雨情の媒酌による結婚式は、兄の住む甲府で行われた。結婚後、一年余り夫の勤務地である大阪でくらしたが、大正14年の暮れには再び上京して、武蔵野村（現・武蔵野市）吉祥寺に住むことになる。野口雨情は1924年より吉祥寺に居住し、また権藤円立と東京音楽学校（現・東京芸術大学）時代からの親友であった藤井清水（作曲家）も1926年には吉祥寺に転居して、三家族は親交を深めていった。藤井清水の伴奏で権藤円立が歌い野口雨情が講演をする、といった形式の演奏旅行は全国に及び「楽浪園の三羽烏」と呼ばれていた。
花代は、1927年から33年9月まで武蔵野村第一尋常小学校（現・武蔵野市立第一小学校）に勤めた。この間の1932年（昭和7年）に、権藤はな子童謡集『雪こんこお馬』を上梓。平成8年には復刻版が出版されている。野口雨情が序文を執筆しており、『日本の童謡』畑中圭一著によれば、女性による最初の童謡集であった（136頁）。収録の詩篇の初出掲載誌は『童話文学』『しゃぼん玉』等である。
花代の作品は、童謡集収録の作品も含めて、それ以外の作品も童謡曲、歌曲として出版されている。野口雨情が『童謡十講』の中で「童謡は唄うもの」と語っているように、花代の詩篇は唄うことを前提に書かれているため、多くの作曲家の手により楽譜として出版されている作品が多い。『作曲家　藤井清水』の巻末、作曲年表によれば、藤井清水が作曲した花代作詞の童謡曲は19曲あり、出版されていない藤井清水の自筆楽譜は、日本近代音楽館が所蔵する（「お寺の銀杏」の楽譜は、呉市藤井清水の会所蔵）。
昭和初期の東京は、社会運動も盛んであったが、宗教運動の高まりもあった。夫の権藤円立は、寺院の生まれで仏教聖歌の普及に力を注いでおり、花代は、仏教童謡の作詞も多く手掛けている。1941年の教科書採用以前、文部省宗教局内、仏教音楽協会発行『仏教聖歌』に8曲の楽譜が遺る。『日本流行歌史』上巻（77頁）には、仏教童謡の興隆に尽くした人として山田耕筰らとともに名前が挙げられている。
また1935年からは、甲府に住む兄の伊藤生更が主宰する短歌雑誌『美知思波』に、毎月短歌を出詠し、1955年までに詠んだ短歌は千首に及ぶ。当初は、東京支部を権藤宅に置き、歌会も自宅で開いている。花代の短歌は、童謡詩と同じように望郷の歌が多い。歌評においては、同人の短歌に対して助言めいたことは一切言わず、良いところだけを挙げ共感を表している。カドの立つことが言えない性格であった。
ひろく世に知られている「たなばたさま」は、1941年に「国民学校令」が制定され国定教科書が編纂される際、「文部省が題材を指定の上、作詞を依頼した」（『音楽教育の証言者たち』上巻219頁）三作品中の一つである。一番の終わりに「砂子」という言葉を置いたのは、二番の頭の「五色」のゴ音が重なり、子供たちが二番を自然に歌い出すことができるように工夫したからである。「金銀砂子」とは星空を、金箔・銀箔の粉末をまき散らした日本の伝統装飾技法（蒔絵、日本画等）に例えている。また「砂子」は砂の雅語であり、天の川の川原の砂とも兼ねている。「五色」とは中国の陰陽五行思想からくる「五色」である。作曲したのは下総皖一で、「うたのほん　下」（国民学校2年生用）に掲載された。
権藤花代の性格については、小茂田信男『雨情と新民謡運動』（63頁）に記されているが、「万事ひかえ目で、謙虚で飾り気のない誠実な人柄」であった。さらに「私なぞ随分親しくさせて頂いていながら「たなばたなま」の作詞者であることを知ったのは、かなりたってからである」とも述べられている。このように花代は、自身の業績について関係者以外、自分の口から語ることはなかった。
1961年（昭和36年）死去。享年62。夫・権藤円立の生まれ故郷、宮崎県延岡市の「光勝寺」に眠る。
2013年権藤花代の古里、山梨県韮崎市穴山町内に9基の童謡詩碑が建立され、2016年に1基増えて計10基の詩碑がある。韮崎市観光協会 

## 「たなばたさま」作詞者の経緯
文部省唱歌「たなばたさま」は、太平洋戦争が始まった昭和16年、国民学校教科書「うたのほん下」に収録された。国民学校令（1941年3月1日勅令第148号）第六条には、「国民学校ノ教科書ハ文部省ニ於テ著作権ヲ有スルモノタルベシ」とある。すべての曲に作者の記載はない。教科書の編纂委員については、文部省内に音楽関係者がいないため、一時的に編纂委員が任命された。従来の編纂委員は、ほとんど東京音楽学校の教官に限られていたが、この時からは、教育音楽協会（小・中学校の教師を中心とした団体）の指導的人物が加わっている。編纂委員の中で芸大教官は、下総皖一、橋本国彦（後任　城多又兵衛）で、教育音楽協会の関係者が井上武士、小松耕輔、松島つねである。作詞関係が小林愛雄、林柳波であった。作曲関係の主任は、下総皖一で（『教育音楽』1962年9月号「下総皖一氏をしのんで」）、教師用伴奏については、下総皖一が一、三、四、六年を担当し、橋本国彦が二、五年を担当した。ただし編纂委員が作った旋律は、本人が伴奏をつけたものもある（『教育音楽』1961年3月号「教科書が国定であった頃」）。井上武士は、国民学校令公布（1941年3月）以前の1940年10月10日に、国民学校の教育内容を明らかにした『国民学校芸能科音楽精義』（国立国会図書館デジタルコレクション）を出版。この件については、『音楽教育の研究：理論と実践の統一をめざして』浜野政雄監修309頁参照。　
戦後、暫定教科書を経て、1947年、文部省発行最後の教科書には、作者が公表されている。権藤花代作詞の「はねつき」と「数え歌」は継続掲載となって作詞者が明記された。ただし、「たなばたさま」は、「うみ」（林柳波作詞）などと同様、選考に漏れて採用されなかったから作者が公表されることはなかった。「数え歌」の歌詞は、花代自身が文部省に改訂を申し出て、部分的に改訂している。政府の登録原簿は焼けた（『著作権で損をするな』231頁）ために、旧作については、作者不明と記されたものも多いが、花代の作が明らかとなったのは、終戦直後（暫定教科書）から文部省と連絡をとっていたからである。『四年生の音楽』掲載の「数え歌」（古謡）には、琴を弾く女性の写真が大きく掲載され、下総皖一が琴用に編曲した「数え歌変奏曲」が鑑賞教材に推奨されている（『学習指導要領』昭和22年度）。
1946年からは、文部省内に音楽関係者が入省した。学習指導要領（試案）を作成し、戦後の音楽教育の道筋を示したのである。この責任ある立場にいたのが、諸井三郎、近森一重、真篠将、下総皖一、浜野政雄といった人たちであった。それに対して「教育の方法は国が定めるものではない」（『音楽教育明治百年史』264頁）、「われわれは、あらゆる統制から解放されなければならない」（『教育音楽』1951年10月号）と主張し、戦後になってから文部省に対峙したのが、小松耕輔、井上武士、小出浩平率いる日本教育音楽協会であった。
1949年、文部省著作と併用して民間発行の検定教科書が発行されるようになった。林柳波が疎開先の小布施から帰京したのも1949年であった（『大正美人伝』文芸春秋　294頁）。「たなばたさま」が再び世に出たのは、1950年である。二葉発行『おんがくの本　2』（教科書番号204）には作者の記載は「詞　林柳波、曲　不明」となっている。この教科書の編著者の松島つね（教育音楽協会理事）は、「おうま」作曲者（林柳波作詞）で、国民学校教科書編纂委員であったが、「たなばたさま」の作曲者については記憶がなかった。林柳波も国民学校教科書編纂委員であった。同年6月、文部省の近森一重が「検定済みといえば、どれもりっぱなものだと思ってはいけません。（中略）誤りや思わしくない点は、原則として指示しない、つまり、訂正するように注意しないことになっています。」と述べている（『音楽手帖』「検定教科書を選ぶために」）。思想的に片寄っている等の教科書を不合格とするだけなのである。
林柳波が補作したのは、1951年である。春陽堂出版『あたらしいおんがく　一ねん』は、歌詞の「ごしきのたんざく」の部分だけを「きれいないろがみ」と書き直した（教科書番号、109、113）。林柳波は「きれい」という主観を入れて補作を試みたが、ゴ音の重要性に気が付かなかったようである。この教科書の編集者は、教育音楽協会理事、鳥居忠五郎、中野義見らである。当時の音楽教科書の発行は10社が参入していた（教科書図書館データベース）。
作曲家の中田喜直は、自身の曲について一部の教科書会社が「出所のあやしげな楽譜」を転載した、とした上で「教科書会社の猛省を促す」と記している。また「原作を勝手に変える教科書会社」という見出しで毎日新聞に投稿したところ、多くの作詞・作曲者から賛同を得た状況を「悲劇」と語っている（『教育音楽』「音楽教科書と著作権」）。
1953年、教育芸術社は、作曲者である下総皖一と山田耕筰校閲の『一ねんせいのおんがく』（教科書番号　131、136）を発行。歌詞は、国民学校初掲載の「ごしきのたんざく」にもどり、作者は「うた　ごんどうはなよ・きょく　しもふさかんいち」と記されている。この教科書は、1960年まで8年間発行されている（教科書図書館データベース）。発行期間が長いということは、使用実績（販売実績）が伴うと推測できるであろう。この時、「たなばたさま」の作詞者が変わり、問題が社会的に浮上してしまった。林柳波が「たなばたさま」について語り始めた（『大正美人伝』285頁）のは1953年以降である。
1961年（花代の死亡年）に発行された少年少女歌唱曲全集『日本唱歌集』（4）ポプラ社に収録されている「たなばたさま」は、「権藤花代作詞、下総皖一作曲」と記されている。この楽譜は2013年著作権消滅の楽譜である。編者の真篠蒋と浜野政雄は、文部省教科書調査官であり、巻末の広告記載によれば監修は下総皖一（文部省視学官）となっている。この『日本唱歌集』は明治以来の唱歌の集大成として文部省教科書調査官が発行した316曲掲載の大著である。下総皖一は、東京芸術大学の音楽学部長を務め、浜野政雄も後に同職に就いている。
にもかかわらず、日本音楽著作権協会は、権藤花代と下総皖一の死亡後の1967年、『日本音楽著作権協会管理唱歌作品集』に「たなばたさま」の作詞者名を「権藤花代・林柳波」と連名で記載した。この作品集（非売品の冊子）の奥付には「当協会の資料として発行する」と記載があり、編集委員は井上武士（音楽著作権協会副議長）、勝承夫（同協会議長のち会長）、長谷川良夫、平井康三郎、薮田義雄となっている。筆頭編者の井上武士は、唯一国民学校の教科書編纂委員であった。が、自身が編んだ『日本唱歌全集』の中で国民学校音楽教科書は「各学年全部新作」という誤った認識をしている（音楽之友社　412頁）。実際は旧国定教科書から引き継がれた曲があり、日露戦争関連の曲、「冬景色」「おぼろ月夜」「われは海の子」等、有名な曲もある。また、井上武士は、1964年『日本学校唱歌選集』（カワイ楽譜）を編んだ際、「たなばたさま」の作詞者を林柳波と記しているから、井上武士が林柳波説を主張したことだけは、間違いない。井上武士は、林柳波と同郷で「うみ」の作曲者でもあり、二人のコンビによる校歌も多い。ちなみに、この『日本音楽著作権協会管理唱歌作品集』では「ほたるこい」「かくれんぼ」が林柳波作詞と記載されているが、前掲の教育芸術社発行の教科書によると「ほたるこい」は、いしもりのぶお作詞であり、わらべ唄の「かくれんぼ」の作詞者は「わからない」と記されている。「ほたるこい」の詩は、国民学校国語教科書『ヨミカタ　一』に掲載があり、国語の編纂委員であった石森延男作詞であることは明白である。
文部省唱歌は長い間、国が著作権をもっていた。佐野文一郎（文部省文化局著作権課長）の記述によれば、昭和40年代のはじめまでは文部省教科書管理課へ申し出れば無償で利用できた（『新著作権法問答』改訂版224頁）。日本音楽著作権協会が文部省唱歌の管理をするようになった際、文部省唱歌の著作権を管理する立場になかった者が著作権にかかわる資料を作成してしまったのである。したがって、このような文部省（下総皖一）無視の「たなばたさま」作詞者の記載に資料的根拠を求めることはできない。国定教科書に採録された文部省唱歌だけは、国の責任において発表した歌である。

## 教科書採用作品
- 「たなばたさま」『うたのほん 下』昭和16年初掲載
- 「羽根つき」『うたのほん 下』昭和16年初掲載。昭和36年（花代の死亡年）まで掲載
- 「数え歌」（古謡）　『初等科音楽 二』昭和17年初掲載。　昭和37年まで掲載。　歌詞については、民間発行教科書に移行してからも一部分改訂している。『日本わらべうた集』（ポプラ社　昭和36年）掲載の歌詞が最終版となる。井上武士編『日本唱歌全集』において、戦後、歌詞の改訂はなかったとする記述（400頁）は誤りで、歌詞も「左がわ」とすべきところを「右がわを」としている（57頁）。
- 「ねんねんねむの木」　『総合小学生の音楽4』（教育出版）昭和34年掲載　作曲、山中次郎（『教育音楽』昭和37年9月号「宇都宮の下総皖一先生」寄稿）

## 短歌
- 武蔵野の空の果てなる富士ヶ嶺の彼方のくには母在（いま）すくに
- 野茨は白く咲きたりふるさとの野路にも今を咲き匂ふらむ
- 汝が心まろきにすぐと母上がのたまひしこと思いつつをり（『美知思波』昭和25年2月号）
- きき捨てにならぬ言葉をきき捨てて針運ぶ手のふるえとまらず（『美知思波』昭和29年8月号）
- 貧しくも吾には吾の信念あり三十余年ひとすぢなりき　（『美知思波』昭和29年8月号）

## 雑誌掲載作品
- 童謡詩　「雉子が啼いた」　『金の星』金の星社　大正12年6月号
- 童話　「笛吹川」　『金の星』大正13年1月号
- 童話　「キューピーさんのらくがき」　『童話』コドモ社　大正13年1月号
- 童話　「かげろふの立つ頃」　『童話』大正13年10月号
- 童謡詩　「窓」　『金の星』大正14年5月号
- 童話　「大空高く」　『金の星』昭和3年3月号
- 随筆　「山の湯にて」『楽浪園の三羽烏と延岡』初出は『凡人』昭和3年10月号　発行者　小嶋政一郎（延岡市）
- 民謡　「酒なし踊り」『楽波園の三羽烏と延岡』50頁
- 童謡詩　「赤い下駄」　『童話文学』童話文学社　昭和4年10月号
- 童謡詩　「お馬」　『しゃぼん玉』第28輯　昭和5年7月　シャボン玉社　発行者　高田三九三　　（神奈川近代文学館所蔵）
- 童謡詩　「風鈴売り」　『童話文学』昭和5年8月号
- 童謡詩　「母さん里」　『童話文学』昭和5年9月号
- 童謡詩　「すすきの小道」　『童話文学』昭和5年10月号
- 童謡詩　「昼寝のあと」　『しゃぼん玉』第31輯　昭和6年1月
- 童謡詩　「独楽」　『しゃぼん玉』第32輯　昭和6年3月
- 童謡詩　「みの虫」　『しゃぼん玉』第33輯　昭和6年6月
- 童謡詩　「向日葵と月見草」　『しゃぼん玉』第34輯　昭和6年7月
- 童謡詩 「蛍」　『しゃぼん玉』第35輯　昭和6年9月
- 童謡詩　「お使ひ」　『しゃぼん玉』第36輯　昭和6年12月
- 童謡詩　「雲雀の子供」　『シャボン玉』第39輯　昭和7年7月　シャボン玉社
- 童謡詩　「お山に雪が」　『赭土』昭和7年（8号17輯）発行者　若染一雄（岐阜市立図書館所蔵）
- 随筆　　「我に生く」「遠き想ひで」　短歌雑誌『みづがき』（伊藤健一追悼号）昭和7年第5巻7号（山梨県立文学館所蔵）
- 童謡詩　「あさがほ」　『シャボン玉』第44輯　昭和8年10月
- 童謡詩　「夜祭」　　『シャボン玉』　第49輯　昭和9年10月
- 童謡詩　「ないしょ　ないしょ」　『シャボン玉』　第50輯　童謡百人集　昭和9年12月
- 短歌　　短歌雑誌『美知思波』に短歌を出詠　昭和10年～昭和17年（戦争）昭和22年6月号～昭和25年2月号・昭和29年3月号～昭和30年4月号（山梨県立文学館所蔵）
- 童謡詩　「お猿さん」　『歌謡年鑑　昭和１０年版』歌謡新聞社
- 童謡詩　「仲よし」　『童魚』童魚社　昭和10年6月（第3号）
- 随筆　「『柴山』をよんで」　短歌雑誌『美知思波』昭和26年9月号
- 随筆　「最後のまどい」　『時雨』（雨情追慕号）昭和27年　時雨社　発行者　羽田松雄
- 詩　　「雨情先生に捧ぐ」　『時雨』（雨情歌謡碑建設記念号）昭和28年
- 童謡詩　『民謡春秋』昭和32年～昭和33年に6篇　復刻『雨情会々報』平成7年　金の星社

## 童謡詩集
- 権藤はな子童謡集『雪こんこお馬』　1932年(昭和7年）凡人会

復刻版　1996年（平成8年）大空社

## 楽譜
- 少年少女歌唱曲全集『日本唱歌集　4巻』昭和36年　「たなばたさま」　作曲　下総皖一、　　「はねつき」　作曲　弘田龍太郎
- 『藤井清水歌曲集』金田一春彦編　「ひばりの子」「母さんお里」　（YouTube）
- 『藤井清水童謡曲集』第一集　「手まり」「ひばりの子」
- 『坊田かずま作曲選集』　「雪こんこお馬」「願かけた」(YouTube)　他３曲（「坊田かずま童謡曲集」昭和10年）
- 『世界音楽全集』第46巻　昭和8年　「願かけた」作曲　坊田かずま
- 権藤はな子童謡集『雪こんこお馬』昭和7年　「ないしょ」　作曲、藤井清水　他３曲
- 『日本作曲年鑑』大日本作曲家協会編　昭和13年版　民謡「灘は荒波」(YouTube)　　作曲　通堂方一　（昭和17年　キングレコード発売）
- 『金の鳥楽譜　第22集』昭和35年「雪こんこお馬」　作曲　今村まさる
- 『作曲家　藤井清水』昭和37年「日暮」
- 『シャボン玉　7(8)』白眉社　昭和23年　「遠いお国」　作曲　藤井清水
- 『小田島樹人　人と音楽』　「雨の降る日」
- 『仏教音楽全集』第4　日本仏教童謡協会編　昭和10年　「お地蔵さん」作曲　深澤一郎　（歌詞、赤い帯しめて　お地蔵さん・・・）
- 『仏教聖歌　縮刷　第1輯』文部省宗教局内　仏教音楽協会発行　昭和13年　「ののさま」作曲　小松　清、　「にっこにこ」作曲　小松耕輔、「魂まつり」作曲　平井保喜(平井康三郎）、「お誕生日」作曲　藤井清水、「たのしいおうち」作曲　弘田龍太郎　（初掲載は昭和11年、第7回発表から）
- 『仏教聖歌』（第10回発表）文部省宗教局内　仏教音楽協会刊行　昭和14年　「お盆」　作曲　清水脩
- 『仏教聖歌』（第11回発表）文部省宗教局内　仏教音楽協会刊行　昭和15年　「お地蔵さま」　作曲　長妻完至　（歌詞、お地蔵さまは　おやさしい・・・）、「お盆がくるから」作曲　弘田龍太郎
- 『仏教讃歌集』幼児篇　日本仏教音楽協会編　昭和31年　フレーベル館　「お盆のうた」作曲　今村まさる、　「うれしくて」作曲　吉川孝一、「つばめの赤ちゃん」作曲　今村まさる、　「とんぼ」作曲　本多鉄麿　（作詞者名は権藤はな子）
- 『教育音楽』17(3)　音楽之友社　昭和37年3月号　「雨情さま」作曲　今村まさる　（作詞者名は権藤はな子）